# Палата депутатов (Мексика)

Распределение мест среди партий:
Движение национального возрождения: 257
Партия национального действия: 71
Зелёная экологическая партия Мексики: 60
Партия труда: 47
Институционно-революционная партия: 36
Гражданское движение: 27
Партия демократической революции: 1
Другие партии: 1

Палата депутатов Конгресса Мексики (исп. Cámara de Diputados) — нижняя палата федерального представительного органа законодательной власти Мексики, составляющая вместе с Сенатом Республики двухпалатное собрание. Палата депутатов состоит из 500 депутатов, избираемых на три года. Размещается Палата в Законодательном дворце Сан-Лазаро в Мехико.
Из 500 членов Палаты 300 депутатов избираются прямым голосованием, по одному в каждом из федеральных избирательных округов; 200 депутатов избираются в пяти многомандатных избирательных округах по системе пропорционального представительства через региональные списки.
Конституция Мексики 1917 года определяет обязанности, полномочия, требования и ограничения Палаты. Её исключительные полномочия включают публикацию официального заявления об избрании президента, выпущенное Избирательным трибуналом; координирует работу Высшего аудита федерации; утверждает назначение секретаря казначейства; утверждает Национальный план развития; принимает или отвергает предложения исполнительной власти в отношении бюджета и доходов; принимает решение о том, продолжать или нет полномочия, членов Конгресса в случае совершения преступления; назначает руководителей автономных органов (INE, CNDH, Высшего аудита федерации, Банка Мексики, INEGI, Cofece, IFT и INAI); и все те обязанности, которые предусмотрены другими статьями той же конституции и федеральными законами.
Первая сессия каждого нового созыва начинается 1 сентября года и должна заканчиваться не позднее 15 декабря, за исключением года выборов исполнительной власти, когда период начинается 1 августа и может быть продлен до 31 декабря. Второй период открывается 1 февраля и заканчивается не позже 30 апреля. В периоды перерывов Постоянная комиссия собирает ряд депутатов и сенаторов для рассмотрения нерешенных вопросов Конгресса до новой сессии.
Заработная плата депутатов — 95 478 песо (на 1 января 2019).

## Руководящие органы
Организация, деятельность, процедуры и структура Палаты депутатов регулируются Органическим законом о Генеральном конгрессе Мексиканских Соединённых Штатов (исп. Ley Orgánica del Congreso General de los Estados Unidos Mexicanos) и Регламентом (исп. Reglamento de la Cámara de Diputados).
Руководящий совет (исп. Mesa Directiva) — ведёт заседания Палаты и обеспечивает надлежащее развитие дебатов, дискуссий и голосований; гарантирует соблюдение положений Конституции и законов. Избирается на учредительном заседании Палаты нового созыва, которое проводится за два или три дня до начала работы законодательного органа. Состоит из президента Палаты, четырёх вице-президентов и семи секретарей, избираемых на каждый год работы законодательного органа без возможности переизбрания.
Политический координационный совет (исп. Junta de Coordinación Política) — коллегиальный орган, в котором проводятся политические дискуссии для достижения договоренностей и определения законодательной повестки дня, являясь местом встреч координаторов каждой политической группы представленной в Палате.
Парламентские группы — группы депутатов, объединённых в соответствии с их партийной принадлежностью. Минимальная численность — пять депутатов.

### Внутренняя структура
Для выполнения работы депутатов, а также для связи палаты с другими органами властями и обществом в целом, она имеет следующие подразделения:
- Конференция по руководству и программированию законодательных работ
- комитеты
- Генеральный секретариат
- Секретариат парламентских служб
- Секретариат административных и финансовых услуг
- Генеральный департамент аудита
- Генеральный департамент контроля и оценки
- Генеральный департамент предложений, жалоб и несоответствий
- Координация социальных коммуникаций
- Отдел обучения
- Отдел гендерного равенства